# Choson Exchange
Choson Exchange — зарегистрированная в Сингапуре некоммерческая организация, занимающаяся экономической политикой, бизнесом и юридической подготовкой молодых северокорейцев в КНДР. Программы этой организации включают в себя: экономическую стратегию, фискальную политику и финансовый сектор развития. Также организация регулярно упоминается международными новостными компаниями в политико-экономических событиях КНДР.

## Основание
Choson Exchange была основана Джеффри Си — выпускником Йельского университета и Уортонской школы бизнеса, а также являющимся «MIT Researcher», который начал переговоры по образовательному обмену с КНДР в 2007 году. В 2009 году они провели первые программы в КНДР. Организация акцентируется на высокопроизводительных молодых северокорейцев в возрасте 20-40 лет и на «понятной политики» КНДР.

## Текущие проекты
Choson Exchange организует семинары в Пхеньяне и Расоне по экономике, бизнесу и юриспруденции, а также проводит обучающие программы за пределами КНДР. В прошлых программах принимали непосредственное участие бывший министр финансов Сингапура, бывший руководитель «Singapore Airlines» и банкиры из «Goldman Sachs» и «Bank of America Merrill Lynch». Choson Exchange также исследует и докладывает об изменениях, происходящих в экономической политике КНДР, её инвестиционном законодательстве, и распространяет в стране материалы по экономике и бизнесу. Организация также поддерживает молодых северокорейцев в плане стажировок и стипендий. НКО также исследует потенциал для организации в КНДР экономического мозгового центра.